# Den rike mannens bord
Den rike mannens bord var en vandringsutställning som genomfördes av den statliga myndigheten Riksutställningar mellan åren 1968 och 1971. Den ville sätta fokus på världshandeln som en av orsakerna till västvärldens välstånd och u-ländernas nöd.

## Bakgrund
Initiativet kom från Eva Persson, en ung utställningsansvarig vid Riksutställningar, som samarbetade med sin generations författare och konstnärer. Sommaren 1967 frågade hon författaren Göran Palm om han ville göra en utställning baserad på sin omdiskuterade bok En orättvis betraktelse. Det blev starten för utställningen Den rike mannens bord, som också producerades av Eva Persson. Göran Palm ansvarade för konceptidé och manus och konstnären Sigvard Olsson för formen.
Den rike mannens bord är indirekt ett resultat av Riksutställningars stora utställning Det underbara skåpet, som födde tanken om att lyfta ut och studera ett detaljproblem i den större utställningen och placera det i en mindre, separat utställning. Den skulle i sin tur turnera på platser runt de orter där Det underbara skåpet visades. Utställningen skulle visas på bibliotek och göras så konkret och lättbegriplig att den inte bara attraherade vuxna besökare, utan även kunde vara begriplig för skolungdom från mellanstadiet och uppåt.

## Tema
Utställningen ville väcka debatt genom att sätta fokus på sambandet mellan västvärldens välstånd och u-ländernas nöd. Det skedde i samma anda som Riksutställningars parallella utställning Sköna stund. Den rike mannens bord ville visa besökaren att världshandelns mekanismer var en av orsakerna till den växande klyftan mellan rika och fattiga länder.

## Produktion
Den rike mannens bord producerades av Eva Persson. Göran Palm ansvarade för konceptidé och manus och konstnären Sigvard Olsson för formen. Utställningen byggdes i Riksutställningars ateljé våren och hösten 1968.
Formen var på samma vis som vandringsutställningarna Sköna stund och Land du välsignade en blandning av konst, scenografi och installation. Vad utställningen ville förmedla var att en handling i i-länderna alltid får en effekt i u-länderna och tvärtom.
Det gestaltades med ett mekaniserat skrivbord täckt av en världskarta under en plexiglashuv. Två världsdelar visades, den rika och den fattiga. Vid ena långsidan av bordet satt den rike mannen i sin kostym och övervakade verksamheten. Med hjälp av en inbyggd mekanism rörde sig fullastade fartyg mellan de båda världsdelarna på sina handelsrutter. Från den fattiga till den rika sidan rörde sig stora och snabbgående fartyg med råvaror, räntor, amorteringar och arbetskraft. I motsatt riktning stävade små fartyg lastade med experter, förädlade industriråvaror, räkningar och p-piller, men även lite frihet, lite demokrati, kyrkor och traktorer. Skrivbordet hade två hurtsar med åtta lådor som gick att dra ut, där innehållet fick symbolisera fartygens laster i form av olika föremål, bilder och texter. Lådorna var kopplade så att de öppnades parvis för att visa de motsatser som präglade livet i den rikes och den fattiges land. Genom en bandspelare hördes världens bultande hjärta och i mitten av havet snurrade FN:s lilla flotte hjälplöst omkring.

Trafiken med stora båtar i ena riktningen och små i den andra var en symbol för utsugningen, förklarade Göran Palm inför rikspremiären i Finspång i oktober 1968:
Det råkar nämligen vara så illa ställt att u-länderna måste sälja en ofantlig mängd råvaror till oss för att få råd att köpa en mindre mängd råvaror från oss.
I bordet fanns – förutom bandspelare med ljudband och mekanism för fartyg – lysrör och informationstext i skrivbordssargen. Affischen gjordes av konstnären Sigvard Olsson, som på 1970-talet uppmärksammades för en rad affischer med politiskt innehåll.
Affischerna beställdes i en upplaga av 3 000 exemplar.

## Turné
Turnéplanen omfattade huvudsakligen bibliotek på ett 40-tal orter från södra till norra Sverige. Rikspremiären skedde i Finspång lördag 12 oktober 1968 och utställningen pågick sedan till mitten av 1970. I samband med Den rike mannens bord anordnades kringarrangemang, bland annat debattaftnar med Göran Palm på ett antal av biblioteken.

### Turnéplan[13]
| 1968 - Finspång, 12/10-23/10 - Söderköping, 24/10-5/11 - Västervik, 6/11-17/11 - Åtvidaberg, 18/11-27/11 - Motala 28/11-8/12 - Tranås, 9/12-18/12 | 1969 - Nässjö, 19/12-6/1 - Sävsjö, 8/1-19/1 - Värnamo, 21/1-30/1 - Hälsingborg, 1/2-12/2 - Landskrona, 14/2-25/2 - Ystad, 27/2-11/3 - Kristianstad, 13/3-23/3 - Klippan, 25/3-10/4 - Falkenberg, 12/4-23/4 - Alingsås, 25/4-7/5 - Borås, 9/5-21/5 - Horred, 23/5-5/6 - Stockholm-Riksutställningar, 6/6-27/8 - Lidköping, 1/9-14/9 - Solna, 19/9-1/10 - Uppsala, 3/10-16/10 - Falun, 18/10-29/10 - Gävle 31/10-12/11 - Ånge, 14/11-26/11 - Härnösand, 28/11-10/12 | 1970 - Norsjö, 12/12-11/1 - Lycksele-Gymnasiet, 14/1-27/1 - Burträsk, 29/1-11/2 - Holmsund, 13/2-26/2 - Piteå, 28/8-13/3 - Kiruna, 17/3-1/4 - Boden, 3/4-15/4 - Haparanda, 17/4-29/4 - Gällivare-Malmberget, 1/5-13/5 - Strömsund, 15/5-5/6 - Kramfors, 9/6-22/6 |

## Reaktioner
Den rike mannens bord skildrades i flera artiklar i lokalpressen, men även i riksmedia som Dagens Nyheter. 
- Norrköpings Tidningar-Östergötlands Dagblad berättade om "/.../en stor och intresserad premiärpublik som mötte upp i Finspång. Det drogs flitigt i lådorna och det är säkert en tendens som kommer att hålla sig under den turné som nu startat."[14]

- Ystads Allehanda: "Detta är en angelägen exposé över det u-landsproblem som så många debatterar, men så få satt sig in i." Och med slutklämmen: "Bibliotekets utställning förpliktigar till besök".[15]

- Sydsvenska Dagbladet: "Utställningen är mycket överskådlig och lättfattlig. Den talar med andra ord 'klarspråk' och ingen som ger sig tid till att sitta en stund vid 'Den rike mannens bord' kan undgå att förstå dess budskap."[16]

- Sundsvalls Tidning: "Det är mycket talande skrivbord som de två svenska sanningssägarna Sigvard Olsson och Göran Palm komponerat. Den som tar sig en titt på skrivbordet får sig en tankeställare. Minst. Det är ett värdefullt skrivbord. Det liksom skriker åt en".[17]

- Helsingborgs Dagblad: "En verkligt engagerande och stundtals chockerande utställning visas för närvarande i Stadsbiblioteket".[18]

- Skånska Dagbladet: "'Den rike mannens bord' är en ovanlig utställning i ett brännande aktuellt ämne som berör oss alla".[19]

### Kritiska röster
I samband med utställningen av Den rike mannens bord väcktes även negativ kritik, bland annat på Östgöta-Correspondentens sida "Synpunkter och fakta". Här sammanfattas Göran Palms mål med utställningen på följande vis: "I stället för fredliga kommersiella, tekniska och kulturella förbindelser mellan världens länder har de tänkt sig en världsrevolution, baserad på Marx fornindustriella idéer".

## Ekonomi
Mottagarna av utställningen betalade 125 kronor till Riksutställningar för att få ställa ut Den rike mannens bord, vilket inkluderade försäkringspremien på 25 kronor.